# 八尺門砲臺
八尺門砲臺，又稱為旭丘砲臺，是位於台灣基隆市中正區八尺門段的一處砲台遺址，過去曾是台灣日治時期基隆要塞司令部的要塞轄內設施，目前尚未具有文化資產身份。 

## 歷史
八尺門位於基隆和平島與正濱里之間，除為當地水域名稱，也指其南面的陸地。台灣於光緒二十一年（西元1895年）接受日本統治後，日軍隨即起調查和測繪基隆各砲臺之標高和配備，基隆要塞砲兵大隊於明治三十七年（西元1904年）8月始建八尺門砲臺，完成於明治三十八年（1905年）6月，其中在1905年進行備炮工事。

1920年，基隆要塞在整編之時，軍備隨之縮編，其中公山尾砲臺及八尺門砲臺原訂於1913年預定廢止，並於1922年間正式除籍，撤除火砲設為基隆重砲兵大隊的臨時演習砲台。部份結構石材作為修繕材料使用。
1927年，八尺門砲臺備附的一門安式八吋加農砲遭到撤去。並移至白米甕砲台。

## 平面配置與構造
八尺門砲臺系統依照八尺門山與周圍地形而興建，砲台遺址目前為私人菜田所在地，整體配置雜草叢生，無人維護。目前周圍設施保存約二座圓形砲座、3座扇形砲座、一座營舍遺構、以及一座石砌彈藥庫。

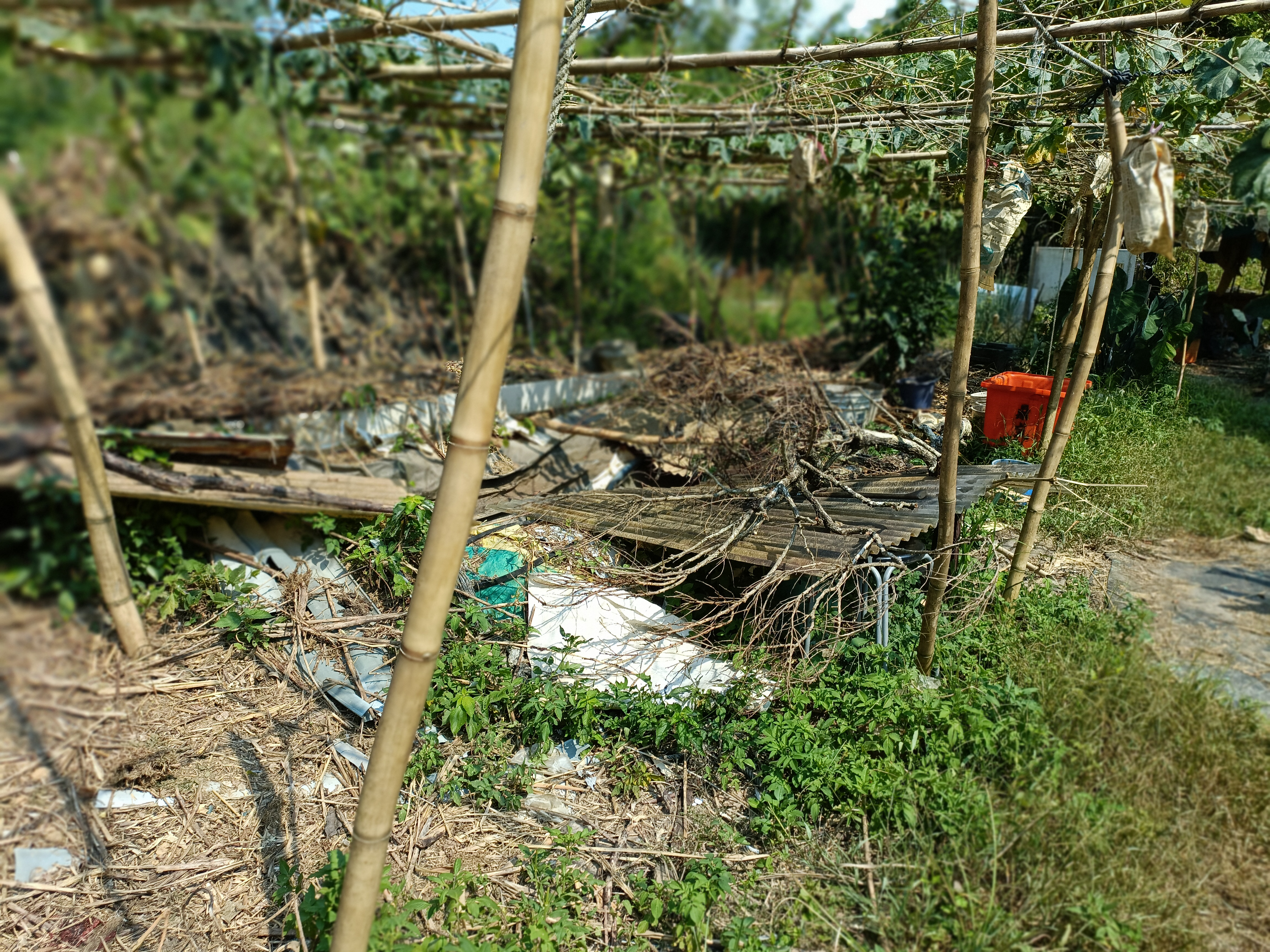
八尺門砲臺營舍地基遺構
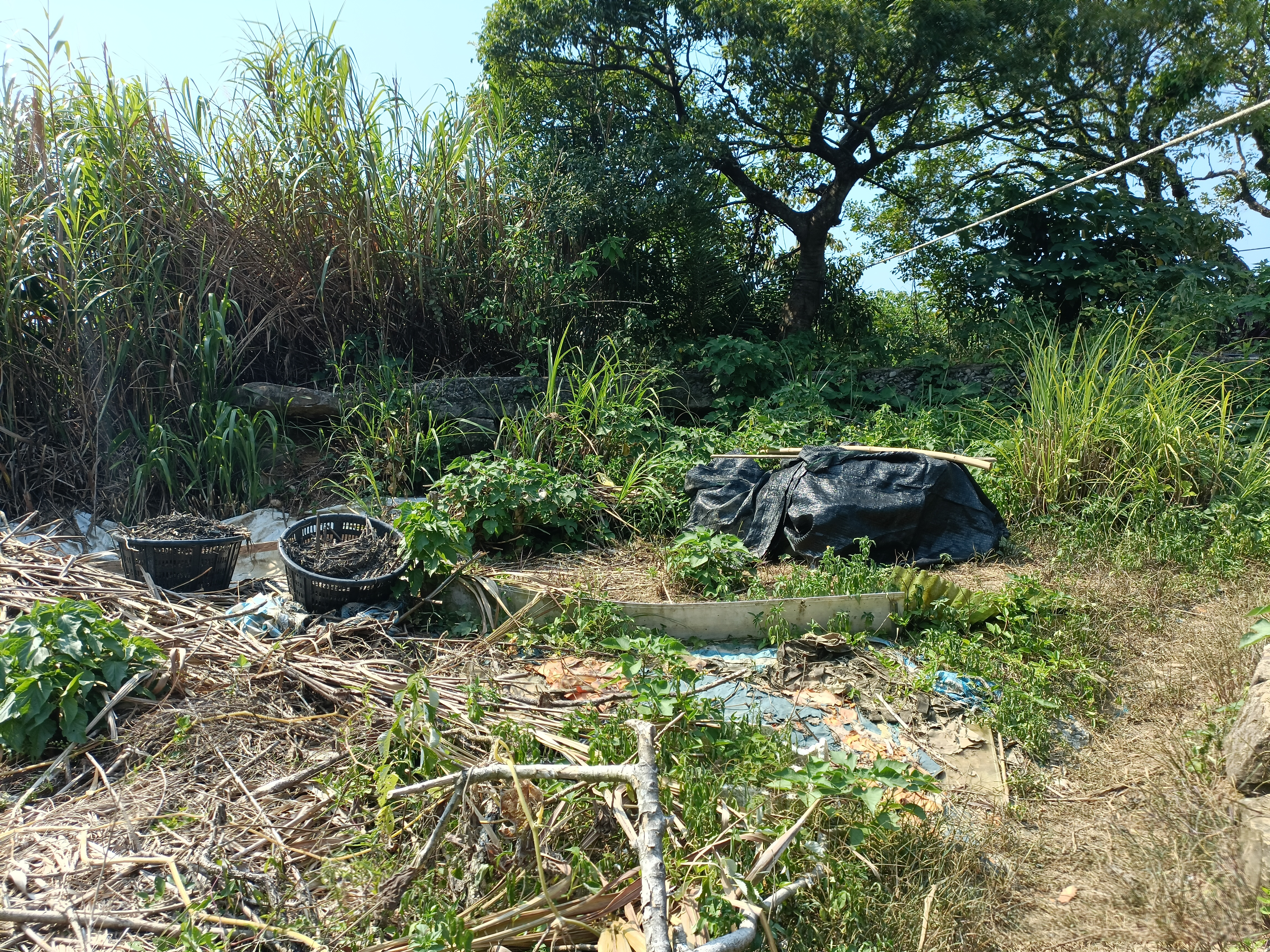
八尺門砲臺砲座
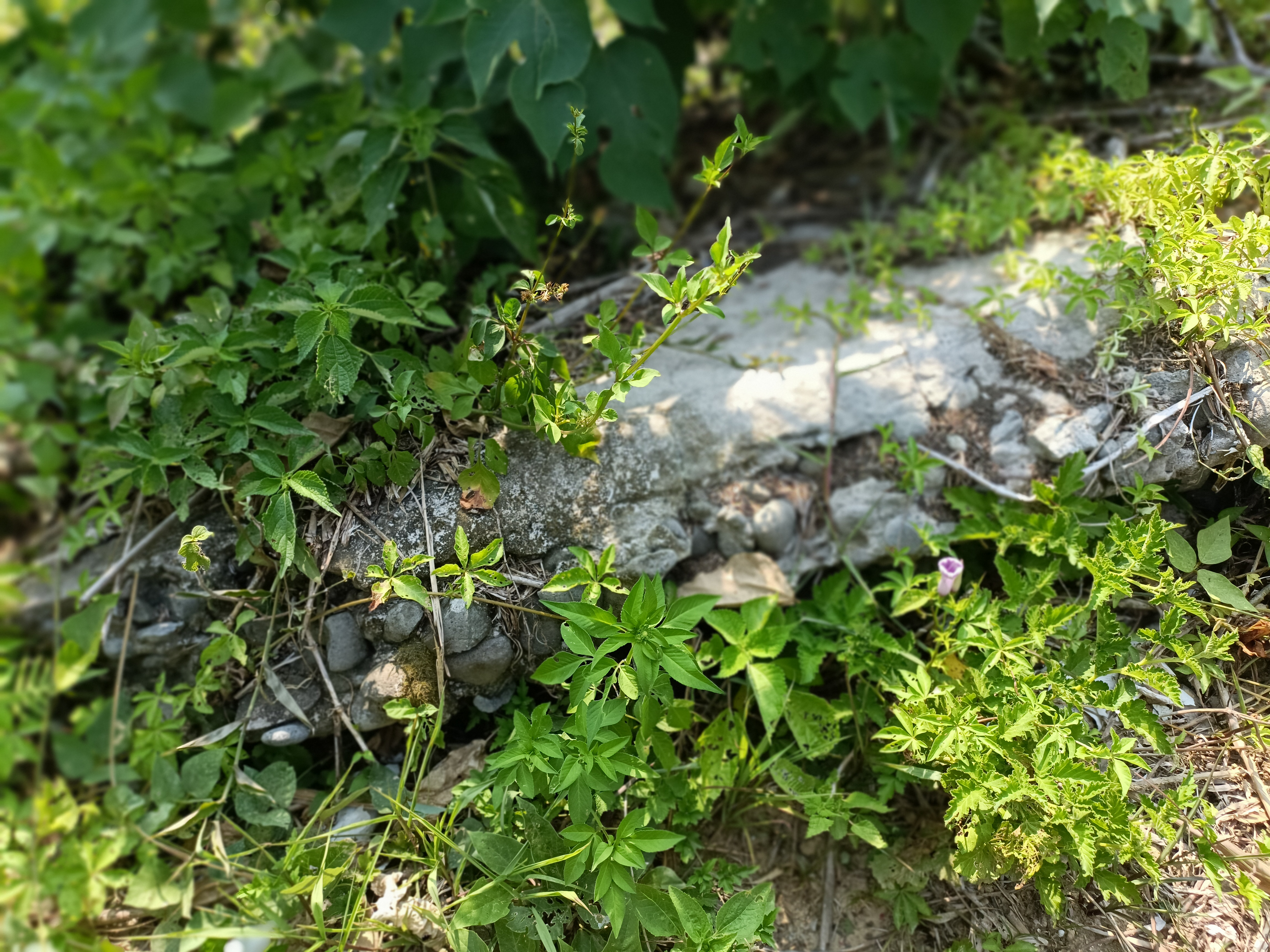
八尺門砲臺砲座結構
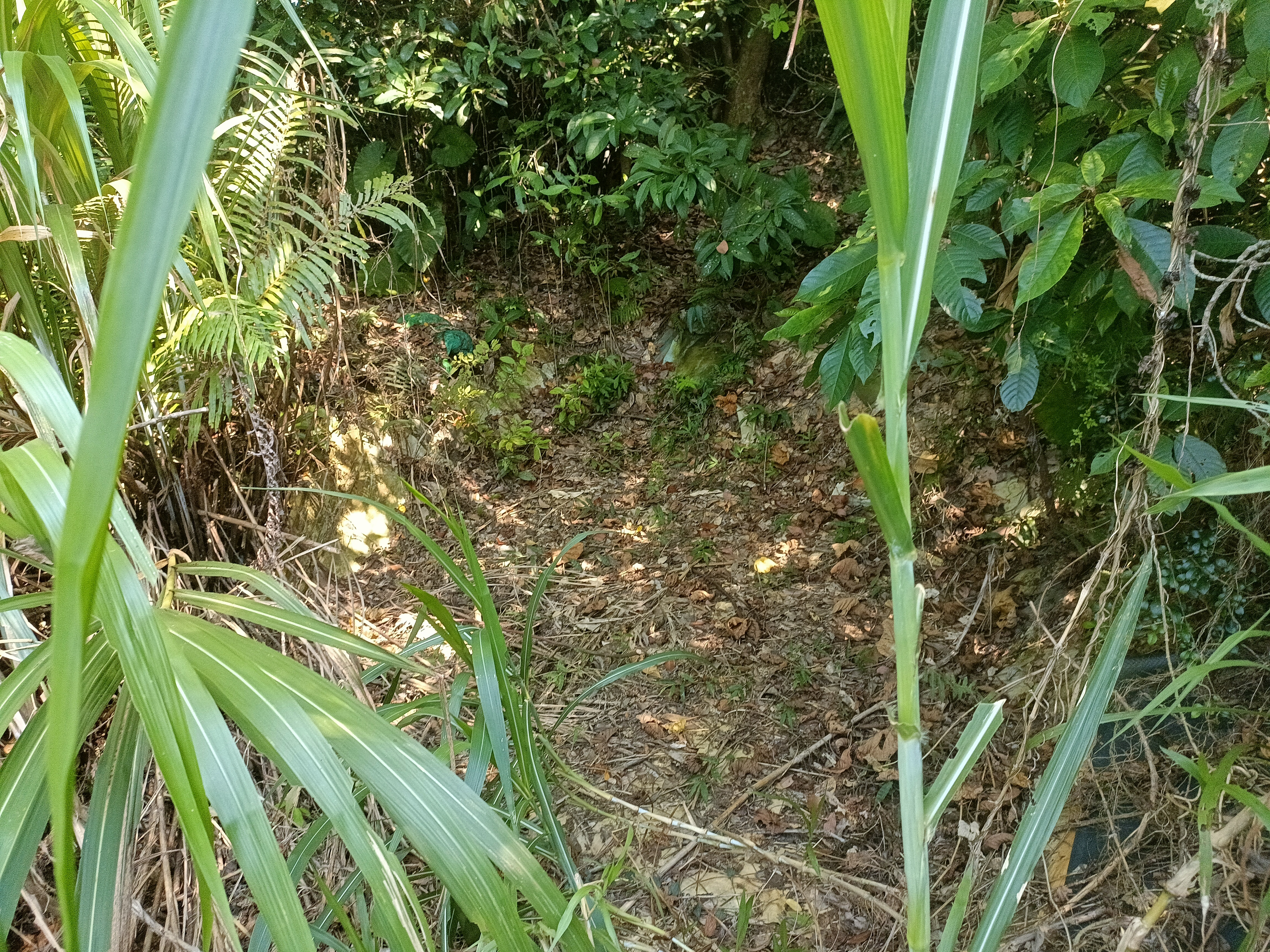
八尺門砲臺扇形砲座